# Obsession (psychiatrie)
Pour les articles homonymes, voir Obsession (homonymie).
En médecine et en psychologie, une obsession est un symptôme se traduisant par une idée ou un sentiment qui s'impose à la conscience du sujet qui le ressent comme contraignant et absurde, mais ne parvient pas à le chasser, malgré ses efforts pour cela.

## Définition
L'obsession est fréquemment associée à des compulsions. On parle alors d'obsession-compulsion, phénomène que l'on rencontre le plus souvent au cours de la névrose obsessionnelle ou du trouble obsessionnel compulsif, et plus rarement dans d'autres situations.

### Obsession
Pour la sémiologie psychiatrique, les obsessions constituent un trouble du contenu de la pensée. Elles ont deux caractéristiques :
- le sujet perçoit très bien l'absurdité des pensées qui l'envahissent, faisant irruption dans son psychisme. Par exemple une personne qui est envahie par la question obsédante de savoir si elle a bien éteint le gaz, sait qu'elle l'a fait. Mais la question continue de l'assaillir déclenchant une anxiété vive ;
- le sujet tente de chasser, de réprimer ces idées qu'il sait absurdes, mais c'est un échec, et s'engage alors une lutte contre elles qui a pour effet d'augmenter dramatiquement l'anxiété.

### Compulsion
Chez certains, la solution à cette lutte anxieuse ne peut être trouvée que dans un agir compulsif, une compulsion étant un acte inutile ou absurde, très ritualisé, que le sujet ne peut pas s'empêcher d'accomplir, même s'il perçoit bien son caractère absurde (cela peut être de vérifier quelque chose que la personne a déjà vérifiée plusieurs fois, de se laver les mains, etc.).

## Différence entre obsession et phobie
Au cours de la phobie, la crainte est dirigée vers un objet externe ou une situation. L'angoisse cesse lorsque l'exposition à cette situation disparaît. Les phobiques utilisent donc largement des stratégies d'évitement des objets ou situations angoissantes. 
Au cours des obsessions, l'angoisse est permanente puisqu'elle est liée à l'irruption permanente des idées obsédantes dans le psychisme.

## Différents types d'obsessions
On en distingue trois types :

### Obsessions idéatives
Les obsessions idéatives sont des idées qui s'imposent au sujet, sous forme de doutes, de scrupules, de pensées obsédantes, qui entraînent des ruminations incessantes. On peut citer comme exemple l'arithmomanie, au cours de laquelle le sujet ne peut s'empêcher de compter.

### Obsessions phobiques
Les obsessions phobiques sont des craintes obsédantes (par exemple : cancérophobie, nosophobie...) Au cours de ce type d'obsessions, le sujet est constamment envahi par la crainte d'une situation ou d'un objet qu'il redoute. Ce n'est pas le fait d'être réellement confronté à la situation ou à l'objet redouté qui suscite l'angoisse, comme dans la phobie. Dans l'obsession phobique, la crainte surgit continuellement, entraînant des ruminations, et parfois des compulsions. Un grand nombre de termes se terminant par le suffixe -phobie désignent ainsi des obsessions, et pas des phobies.

### Obsessions impulsives
Les obsessions impulsives (ou phobie d'impulsion) : il s'agit de la crainte obsédante de commettre un acte délictueux ou dangereux (crainte d'agresser quelqu'un, de blasphémer dans une église, de commettre des actes pédophiles).
NB : Les obsessions phobiques et les phobies d'impulsion sont donc des obsessions, et pas des phobies.